# Bão Thánh Jude
Bão Thánh Jude, có tên phổ biến là Carmen, Cyclone Christian, và Simone, là một cơn bão gió châu Âu khốc liệt hiện đang hoạt động, và đánh vào phía Tây Bắc châu Âu vào ngày 27 và 28 tháng 10 năm 2013. Tốc độ gió được dự báo lên đến 80–90 mph (130–145 km/h).

## Thống kê thiệt hại về nhân mạng
| Quốc gia       | Thiệt mạng | Bị thương |
| -------------- | ---------- | --------- |
| United Kingdom | 5          | 1         |
| Đức            | 6          | 0         |
| Đan Mạch       | 2          | 0         |
| Hà Lan         | 2          | 0         |
| Pháp           | 0          | 1         |
| Tổng           | 15         | 2         |